# El estanque del negro
El estanque del negro (titulado originalmente en inglés The Pool of the Black One) es un relato escrito por el autor estadounidense Robert E. Howard para su personaje de ficción Conan el Cimmerio. Publicado por primera vez en octubre de 1933 en la revista pulp Weird Tales, el relato está ambientado en la mítica Era Hiboria, un universo de ficción de espada y brujería creado por Howard.

## Trama
La historia comienza con Conan el cimerio, a la deriva en el mar cerca de las Islas Barachas, trepando a bordo de un barco pirata bautizado como El Wastrel. Después de una conversación lacónica con el capitán y una pelea con un matón zingario, Conan es aceptado a regañadientes como miembro menor de la tripulación y se le permite permanecer a bordo.
El barco navega a continuación a una isla misteriosa donde el capitán espera encontrar un legendario tesoro y, tal vez, mucho más. Todos van a tierra, incluido el tiránico capitán Zaporavo y su amante Sancha de Kordava. Mientras están en la isla, Conan se enfrenta solo al capitán en la selva y lo mata en un duelo sombrío. Sin embargo, el misterioso secuestro de Sancha y la desaparición de varios miembros de la tripulación obliga a Conan a internarse más profundamente en la selva.
La isla revela que está habitada por extraños humanoides negros altos (no negros como los kushitas o los de Zembabwei, sino más bien de color negro azabache con extraños ojos dorados brillantes y manos con garras) que capturan a la tripulación, utilizan un tripulante joven para un extraño rito musical hipnótico que implica hacerle bailar y brincar salvajemente bajo el sonido de un extraño instrumento parecido a una flauta (que aparentemente tiene el poder de "poner al descubierto los deseos más secretos y las pasiones del alma de uno ') y luego sumergir a algunos de ellos en el estanque homónimo, que los transforma en figuras encogidas. Conan rescata a los prisioneros restantes, Sancha incluida.
Después de una lucha sangrienta, Conan mata al líder de los humanoides negros que, antes de caer muerto, desencadena un dispositivo de autodestrucción en el estanque pronunciando una fórmula (las únicas palabras jamás pronunciadas por los taciturnos seres). Sus relucientes y enfermizos fluidos verdes estallan entonces hacia arriba como un géiser y, aparentemente liberando algún tipo de unión mística, comienza entonces a perseguir a Conan, Sancha y los saqueadoros supervivientes, que todos juntos corren frenéticamente hacia el Wastrel y logran elevar el ancla y zarpar literalmente segundos antes de la masa serpenteante de líquido logre tocar el casco del barco.
Conan afirma su autoridad como capitán y reclama a Sancha como premio por advertir a la tripulación sobre los poderes del líquido verdoso, señalar el camino durante la carrera hacia la nave y asumir el mando en cuanto el Wastrel partió; sangrando por la lucha sombría contra los negros y sorprendidos por los acontecimientos sobrenaturales los tripulantes supervivientes aceptan fácilmente a Conan como su nuevo jefe. La historia concluye con el cimerio soñando con los puertos marítimos que saqueara y el futuro botín que va a obtener.

## Adaptaciones
El relato fue adaptado a historieta en la editorial Marvel Comics por Roy Thomas, John Buscema y Sonny Trinidad en los números 22 (septiembre de 1977) y 23 (octubre de 1977) de la colección La espada salvaje de Conan (Savage Sword of Conan #22 & 23). La primera traducción al castellano de esta historieta fue publicada en España en noviembre de 1978 por Ediciones Vértice con el título El estanque del negro en el número 57 de la colección Relatos Salvajes. En marzo de 1983 Comics Forum publicó su propia traducción al español (con el mismo título, El estanque del negro) en el número 4 de la colección Super Conan. Siete años más tarde, en 1990, Comics Forum publicó una segunda edición de ese mismo número 4 de Super Conan.